# Orașe și ani (film din 1930)
Orașe și ani (în rusă Города и годы, transliterat: Goroda i godî) este un film mut sovietic din 1930, regizat de Evgheni Cerveakov. El a ecranizat romanul omonim al lui Konstantin Fedin, fiind prima ecranizare a cărții. O a doua ecranizare a fost realizată în 1973. Rolurile principale sunt interpretate de actorii Ivan Ciuvelev, Bernhard Goetzke, Ghennadi Miciurin și Sofia Magarill.
Filmul prezintă tragedia unui intelectual pacifist și umanitarist rus într-o epocă de frământări social-istorice de mare amploare (Primul Război Mondial și Războiul Civil Rus). Acțiunea filmului începe cu descoperirea de către ofițerul bolșevic german Kurt Wann a unui act de trădare săvârșit de prietenul său rus, Andrei Starțov, prezintă apoi într-un flashback modul în care cei doi se cunoscuseră mai demult în Germania, trece rapid peste Primul Război Mondial și peste Revoluția Rusă și reia acțiunea cu luptele purtate în timpul Războiului Civil din Rusia.
Pelicula s-a păstrat într-o variantă incompletă, ca urmare a faptului că două role (3 și 5) s-au pierdut. Durata inițială a filmului era de 94 de minute, în timp ce pelicula păstrată are o durată de doar 73 de minute, ceea ce face ca tensiunea dramatică a acțiunii să poată fi reconstruită cu dificultate. Orașe și ani este considerat una dintre „cele patru capodopere mute legendare” ale regizorului Evgheni Cerveakov și singurul film mut al cineastului care s-a mai păstrat.

## Rezumat
În anul 1919, în timpul Războiului Civil Rus, ofițerul german Kurt Wann, comandantul unui batalion internațional care lupta pentru apărarea Petrogradului, îl recunoaște pe colonelul von Schönau printre militarii unei unități formate din foști prizonieri germani. Colonelul este arestat și condus în fața ofițerului sovietic Andrei Starțov, căruia îi înmânează o scrisoare de dragoste pe care Starțov i-o dăduse anterior pentru a o duce iubitei sale din Germania, Marie Urbach. Chiar în acel moment Kurt intră în încăpere și, sub amenințarea pistolului, îl silește pe Andrei să-i dea scrisoarea, apoi ordonă unor soldați să-l aresteze pe colonel. Kurt îi reproșează vechiului său prieten că nu a învățat nimic în ultimii ani de război, iar Andrei încearcă să-i explice motivul gestului său.
Tânărul artist rus Andrei Starțov a locuit mai mulți ani în orașul München din Germania în perioada premergătoare Primului Război Mondial și s-a împrietenit acolo cu inginerul german Kurt Wann. El își dorea atunci să ajungă un „artist la modă”, în ciuda dezaprobării prietenului său. Un tablou expus de Starțov în anul 1914 la o expoziție de artă contemporană atrage atenția maiorului german von Schönau, un colecționar pasionat de artă, care oferă o sumă mare de bani pentru el. Vânzarea tabloului îl entuziasmează pe Starțov, făcându-l să creadă că visul său este pe cale să se împlinească.
Începerea Primului Război Mondial declanșează un val de proteste ale proletariatului german și îi desparte pe cei doi prieteni. Starțov este pe punctul de a fi linșat de o mulțime de germani furioși, fiind salvat chiar de maiorul von Schönau, care-l ia sub protecția sa, în timp ce Wann este arestat pentru că i-a instigat pe muncitorii de la Fabrica Urbach să intre în grevă și să protesteze împotriva războiului și mai apoi este încorporat în armată și trimis pe front. Războiul durează câțiva ani, timp în care familiile militarilor suferă de pe urma lipsurilor. În acest timp se înfiripă o poveste de dragoste între Starțov și Marie Urbach, logodnica maiorului von Schönau.
Starțov află vestea izbucnirii Revoluției Ruse și, profitând de o ocazie favorabilă, se întoarce în patrie pentru a se „sacrifica pentru revoluție”. El muncește pentru reconstrucția orașului Petrograd, distrus de război, și îl întâlnește întâmplător acolo în 1918 pe prietenul său, Kurt, care devenise bolșevic după ce căzuse prizonier. Cei doi prieteni iau parte, alături de alți bolșevici, la acțiunile de naționalizare a fabricilor. În acest timp, colonelul von Schönau, fost prizonier de război, se alăturase Armatei Albe și devenise șef de stat major al unui corp de armată care lupta împotriva unităților sovietice.
Schimbarea puterii politice provoacă o stare de haos, iar fostul imperiu trece printr-un război civil sângeros. Kurt Wann preia comanda unui detașament al Armatei Roșii și, însoțit de Starțov, se deplasează în Bașchiria pentru a lupta împotriva forțelor contrarevoluționare. Detașamentul condus de Wann participă la câteva lupte și îi învinge pe contrarevoluționari, reușind în cele din urmă să-l captureze pe colonelul von Schönau. Ofițerul german ucide un gardian și încearcă să fugă, dar se întâlnește întâmplător cu Starțov. Momentele fericite ale vieții boeme din trecut îi revin în minte fostului artist, care, după o scurtă ezitare, îl ajută pe fostul său protector să evadeze cu condiția să-i predea o scrisoare Mariei Urbach. Fiind informat de evadarea colonelului, Kurt Wann afirmă că „Revoluția nu îl va ierta pe cel care l-a ajutat să scape pe acest om”.
Confesiunea lui Andrei se încheie în acest punct. Kurt îi reproșează fostului său prieten că, prin comportamentul său duplicitar, s-a dovedit a fi un dușman al Revoluției și, după ce-i oferă șansa să se sinucidă, îl împușcă, pedepsind astfel actul de trădare.

## Distribuție
- Ivan Ciuvelev — pictorul rus Andrei Starțov[2][4][9][15][16]
- Bernhard Goetzke — maiorul german von Schönau, colecționar de artă[2][4][9][15][16]
- Ghennadi Miciurin — inginerul german Kurt Wann[2][4][9][15][16]
- Sofia Magarill — Marie Urbach, iubita nemțoaică a lui Starțov[2][4][9][15][16]
- Andrei Kostricikin — social-democratul german Albert Biermann, proprietarul camerei închiriate de Starțov[2][9][15][16]
- David Gutman — industriașul Urbach, tatăl Mariei[2][15][16]
- Maria Simakina — Martha Biermann, soția lui Albert[2][15][9][16]
- Boris Medvedev — ofițer[2][15][16]
- Piotr Pirogov — militar revoluționar polonez[2][15][16]
- Evgheni Cerveakov — ofițer german[2][9][15][16]
- Vladimir Gardin — industriaș rus, proprietarul unei fabrici naționalizate[2][9][15][16][17]
- Iona Bi-Brodski — colecționar de artă[2][15][16]
- Leonid Kmit — Feodor Lependin, militar în Armata Roșie[2][9][15][16]
- Dmitri Jireakov[2][15][16]
- Liubov Golovnea — Rita, soția rusă a lui Starțov (nemenționată)[3][15][16]
- Kasim Muhutdinov — marinar bolșevic (nemenționat)[15]
- Konstantin Nazarenko — soldat din convoi (nemenționat)[15]
- Boris Feodosev — general și ofițer (nemenționat)[15]
- Dmitri Kipiani — ofițer francez (nemenționat)[15][16]
- Fiodor Nikitin — artist (nemenționat)[15][16]
- Emil Gal — artist futurist (nemenționat)[15][16]
- Serghei Ponacevnîi — bărbat german din berărie (nemenționat)[2][15][16]
- Andrei Apsolon (nemenționat)[15]

## Producție
Scenariul filmului a fost scris de Natan Zarhi și Evgheni Cerveakov pe baza romanului Orașe și ani al lui Konstantin Fedin. Romanul lui Fedin apăruse în 1924 și devenise foarte popular în acei ani. Scenariștii au preluat aproape identic povestea relatată în romanul de inspirație, dar au redus și simplificat acțiunea pentru a adapta materialul literar la cerințele cinematografiei. Realizarea filmului a fost încredințată regizorului rus Evgheni Cerveakov, care era cunoscut îndeosebi ca autor, împreună cu Vladimir Gardin, al filmului biografic Poetul și țarul (1927), dedicat vieții lui Aleksandr Pușkin. Cineastul a dorit inițial ca Orașe și ani să fie o coproducție germano-sovietică, dar această intenție nu s-a mai materializat.
În cele din urmă, filmul a fost realizat în anul 1930 de studioul sovietic „Soiuzkino” din Leningrad (cunoscut ulterior ca „Lenfilm”), cu participarea unor artiști străini. Rolul principal a fost interpretat de Ivan Ciuvelev (pictorul Andrei Starțov), care demonstrează un limbaj artistic considerabil, mergând mult dincolo de imaginea creată în filmul său de debut. În alte roluri apar Bernhard Goetzke (maiorul von Schönau), Ghennadi Miciurin (inginerul Kurt Wann) și Sofia Magarill (Marie Urbach). Actorul german Goetzke (1884–1964) apărea aici pentru a doua oară într-un film sovietic, după ce interpretase anterior rolul profesorului Zange în coproducția germano-sovietică Salamandra (1928), regizată de Grigori Roșal.
Filmările au fost realizate pe peliculă alb-negru de operatorii Sveatoslav Beleaev și Aleksandr Sigaev, sub coordonarea lui Cerveakov. Regizor secund al filmului a fost Mihail Gavronski. Decorurile au fost proiectate de scenograful Semion Meinkin, iar muzica a fost compusă de compozitorul sovietic Dmitri Astradanțev. Montajul peliculei a fost realizat de Liubov Ivanova. Durata inițială a filmului era de 94 de minute. Pelicula originală avea nouă role și o lungime de 2571 m.
Orașe și ani a fost considerat ultimul și singurul film mut al actorului și regizorului Evgheni Cerveakov care s-a mai păstrat. În anul 2008 au fost descoperite în Argentina cinci bobine cu peliculă de 16 mm, fără inserturile originale, care a fost identificate ca făcând parte din filmul Fiul meu, filmat de regizor în 1928.

## Analiză artistică
Cineastul reconstituie atmosfera evenimentelor din Primul Război Mondial și Războiul Civil Rus, prezentând evoluția psihologică a personajelor. Mesajul antirăzboinic al filmului iese tot mai pregnant în evidență pe parcursul desfășurării acțiunii, îndeosebi în secvențele care arată comportamentul irațional al maselor. Vestea izbucnirii războiului permite captarea unor imagini deosebit de expresive ale isteriei maselor: mulțimea veselă, care cântă, se distrează și se comportă prietenos cu cetățenii străini, își pierde brusc aspectul omenesc și se transformă într-o bandă de indivizi cu fețe brutale, pumni strânși și ochi injectați de ură, care caută să se răfuiască cu străinii pe care-i percep acum ca inamici.
Tensiunea dramatică a acțiunii poate fi reconstruită cu dificultate din moment ce două role (3 și 5) s-au pierdut, iar pelicula păstrată are o durată de doar 73 de minute; una dintre cele două role pierdute prezenta povestea de dragoste a lui Starțov, care ar fi contribuit la slăbirea tăriei de caracter a personajului. Filmul conține numeroase clișee artistice (declamații teatrale ale unor artiști futuriști, aristocrați cu fețe machiate) tipice acelei perioade a istoriei cinematografiei și ratează, probabil din cauza restricțiilor politice, oportunitatea de a descrie credibil dilema morală a protagonistului. În același timp, inginerul german Kurt Wann, care aderă din convingere la cauza bolșevică, este prezentat în film ca „un mecanism nemilos, care zdrobește totul în calea sa”. Finalul acestei ecranizări este senzaționalist și ambiguu: Andrei Starțov este împușcat de prietenul său german, Kurt Wann, după ce i se oferise șansa să se sinucidă, iar ultima imagine a filmului conține zâmbetul satisfăcut întipărit pe fața glacială a bolșevicului german.

## Recepție

### Lansare
Filmul Orașe și ani a fost lansat pe 12 decembrie 1930 în cinematografele din Uniunea Sovietică.
O proiecție a acestui film a avut loc la ediția a XII-a a Festivalului Internațional de Film din Europa Centrală și de Est „Go East” de la Wiesbaden (desfășurată în perioada 18–24 aprilie 2012), în cadrul unei retrospective dedicate cinematografiei sovietice.

### Aprecieri critice
Filmul mut al lui Cerveakov a fost primit cu dezaprobări critice la momentul apariției sale, din cauza faptului că personajul principal era un artist „fără voință” diferit de prototipul tipic al eroului sovietic, necesitând din acest motiv, potrivit profesorului Peter Rollberg, o reevaluare dintr-un punct de vedere postsovietic. Profesorul de literatură rusă Robert Bird de la Universitatea din Chicago consideră că filmul lui Cerveakov își reduce sursa literară la portretul „celui mai recent – și ultimul – erou existențial al lui Cerveakov”.
Principala valoare a acestei opere este, în opinia criticilor, „înalta cultură picturală a filmului. Decorul lui Meinkin, foarte precis, reconstituie cu siguranță Germania. Imaginea filmată de Beleaev — expresivă, plină de un patos autentic și tragică. Scene deosebit de expresive în stepa bașchiră. Cerveakov cunoștea bine Războiul Civil din anii tinereții sale când s-a aflat în serviciul Armatei Roșii. Noapte, ceață, pericol, trădare... Lumina aspră scoate din întuneric fețele eroilor — cruzimea neînduplecată a lui Schönau, confuzia și slăbiciunea lui Starțov, furia și cruzimea lui Wann. Montajul și compoziția cadrelor exprimă în mod clar starea de anxietate și de disperare”.
Opiniile criticilor s-au schimbat semnificativ în epoca postsovietică, iar criticul rus Vitali Nuriev, editorialist al ziarului Nezavisimaia Gazeta și prezentator al rubricii „Cinematografia inedită” (Непрокатное кино), a ajuns să susțină că Orașe și ani este una dintre „cele patru capodopere mute legendare” ale regizorului Evgheni Cerveakov. Criticul de film S. Gurevici l-a descris ca fiind „un film matur, profund, înfricoșător și foarte sobru”, care urmărea să promoveze un mesaj antirăzboinic, în timp ce istoricul de film Piotr Bagrov îl considera drept „unul dintre cele mai subtile și neașteptate filme despre inteligență și revoluție”.
În opinia profesoarei Denise J. Youngblood de la Universitatea din Vermont, „deși Orașe și ani a fost realizat de un regizor cu o anumită abilitate și deși constrângerile politice au împiedicat, fără îndoială, o confruntare directă cu problemele morale, filmul demonstrează că cinematografia mută a devenit prea ușor rece și stereotipă, chiar și cu subiecte promițătoare”.

## Interpreți

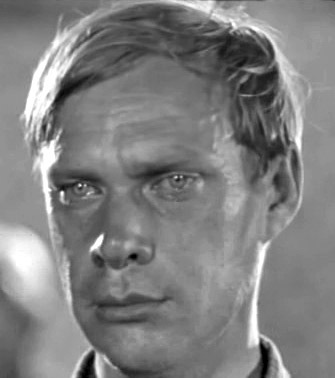
Ivan Ciuvelev (1897–1942), interpretul lui Andrei Starțov
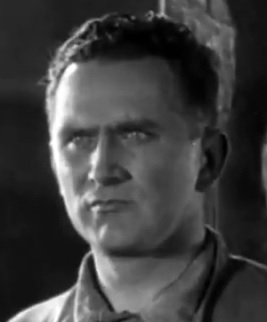
Ghennadi Miciurin (1897–1970), interpretul lui Kurt Wann
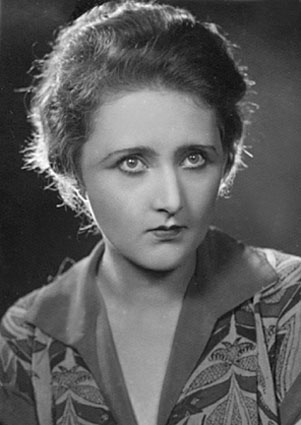
Sofia Magarill (1900–1943), interpreta Mariei Urbach